# Executive Order 13780

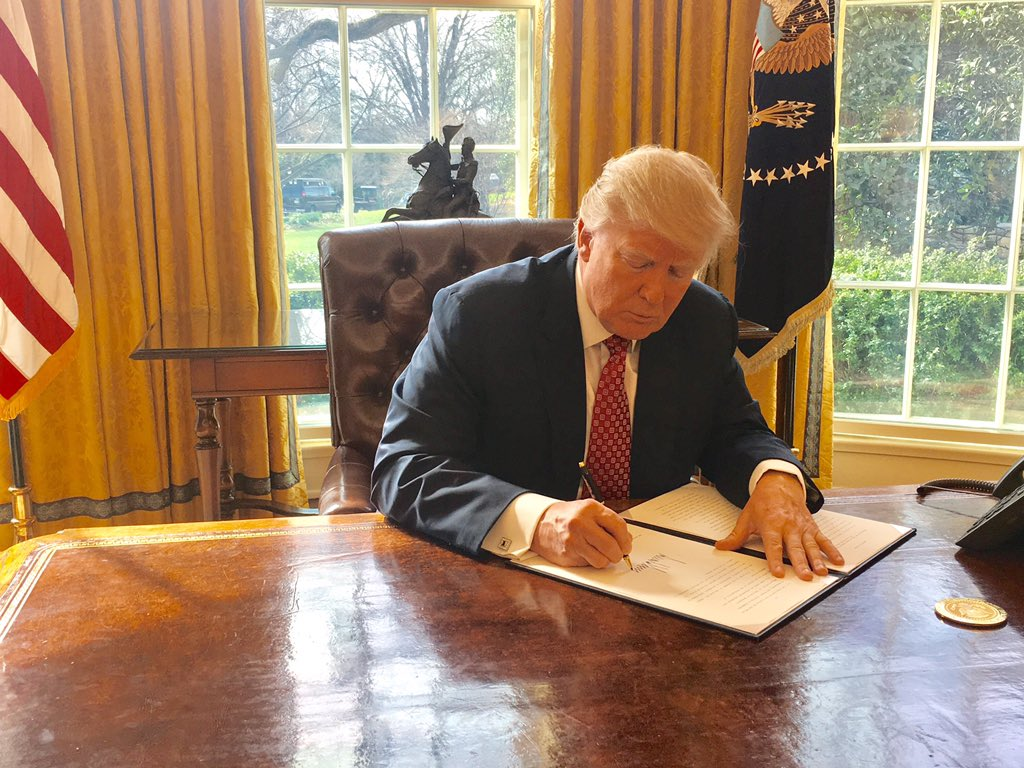
Donald Trump am 6. März 2017 bei der Unterzeichnung des Dekrets

Die Executive Order 13780 war ein Dekret des US-Präsidenten Donald Trump vom 6. März 2017. Es verbot Bürgern von sechs mehrheitlich muslimischen Staaten 90 Tage lang und Flüchtlingen 120 Tage lang die Einreise in die USA. Das Dekret sollte am 16. März 2017 in Kraft treten und damit die Executive Order 13769 ersetzen, die nach massiven Protesten und vielen Rechtsklagen gerichtlich teilweise außer Kraft gesetzt worden war.
Am 20. Januar 2021 wurde das Dekret und seine nachfolgenden Bestimmungen von Präsident Joe Biden aufgehoben.

## Inhalt
Wesentliche Unterschiede zum vorherigen Dekret waren:
- Der Irak wurde von der zuvor sieben Staaten umfassenden Liste gestrichen. Es verblieben Iran, Jemen, Libyen, Somalia, Sudan und Syrien.
- Personen mit doppelter Staatsangehörigkeit sind ausgenommen, sofern sie zur Einreise den Pass eines Landes verwenden, das nicht auf der Liste steht.
- Inhaber einer Green Card oder eines gültigen US-Visums sind ausgenommen. Neue Visa für Bürger dieser Länder werden aber nicht mehr erteilt.
- Flüchtlinge aus Syrien, denen zuvor die Einreise auf unbestimmte Zeit verwehrt worden war, fallen nun ebenfalls unter die 120-Tage-Beschränkung.
- Verweise auf Religion und Muslime wurden gestrichen.[2][3]

[veraltet]
Vom Außenministerium wurde daraufhin die Weisung ausgegeben, für 90 Tage Visaanträge von Personen aus den Staaten Jemen, Iran, Libyen, Somalia, Sudan und Syrien nur noch für nahe Verwandte zu genehmigen, wenn also Eltern, Schwiegereltern, Kinder, Geschwister, Schwiegersöhne oder Schwiegertöchter bereits in den USA leben. Studenten oder Arbeitnehmer mit formeller Einladungen oder gültigen Arbeitsverträgen konnten ebenfalls weiter in die USA reisen. Flüchtlinge die das Auswahlverfahren bereits abgeschlossen hatten und deren Reise in die USA bis zum 6. Juli genehmigt war, durften ebenfalls einreisen. Alle übrigen Flüchtlinge waren für 120 Tage von Reisen in die USA ausgenommen. Weiter blieb die Obergrenze von 50.000 Flüchtlingen für das Fiskaljahr 2017 zunächst bestehen, anschließend sollten nur noch solche Flüchtlinge Visa erhalten können, die bereits nahe Verwandte in den USA haben.

### Erweiterung vom September 2017
Am 24. September 2017 gab das Weiße Haus drei weitere Länder bekannt, deren Bürger nicht in die USA einreisen durften: den Tschad, Nordkorea und Venezuela. Im Fall Venezuelas sei aber nur die Führung des Landes und ihr Umfeld von den Einschränkungen betroffen. Die Erweiterung trat am 18. Oktober 2017 in Kraft, Personen aus diesen Ländern, die zuvor bereits Visa erhalten hatten, waren nicht betroffen.
Der Sudan, der ursprünglich auf der Liste stand, wurde wieder gestrichen, nachdem die US-Behörden die Zusammenarbeit mit dem Land in Sicherheitsfragen als ausreichend eingestuft hatten.
Weiter wurden die ursprünglichen Beschränkungen präzisiert und je nach Land unterschiedlich definiert:
- Bürger des Tschad, Libyens und Jemens erhielten weder Geschäfts-, noch Touristen- oder Mischvisa
- Bürger Irans durften die USA nicht betreten, mit Ausnahme von Schülern und Studenten, die eine besondere Sicherheitsüberprüfung bestanden hatten
- Bürger Nordkoreas und Syriens durften die USA nicht betreten
- Bürger Somalias durften die USA nur als Besucher, nicht aber als Immigranten betreten

## Reaktionen

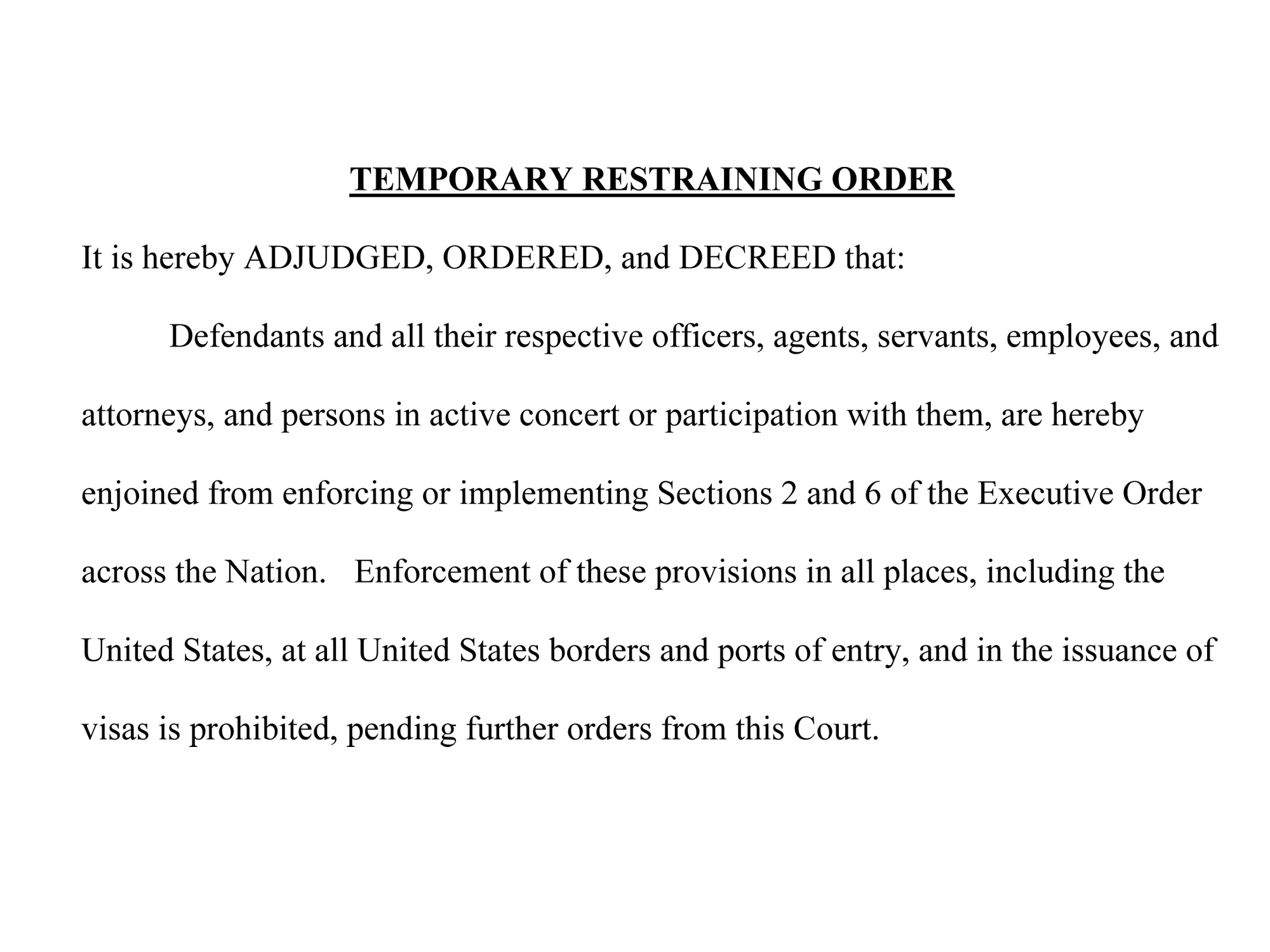
Einstweilige Verfügung vom 15. März 2017

Der US-Bundesstaat Hawaii reichte umgehend eine Klage gegen das Dekret ein. Eine weitere Klage reichten die Bundesstaaten Washington, Maryland, Massachusetts, Minnesota, New York und Oregon gemeinsam ein. Diese wies der zuständige Richter James Robart am 11. März 2017 als unzureichend begründet zurück und forderte die Antragsteller auf, sie zu überarbeiten.
Am 12. März 2017 erschien ein Schreiben von über 130 Außenpolitikexperten der USA an Außenminister Rex Tillerson, Verteidigungsminister James N. Mattis, Justizminister Jeff Sessions und Heimatschutzminister John F. Kelly. Die Absender warnten davor, das Dekret umzusetzen, da es die nationale Sicherheit gefährde. Zu den Unterzeichnern gehörten Madeleine Albright, Susan E. Rice, Janet Napolitano, Matthew G. Olsen, R. Nicholas Burns und Richard Clarke.
Am 15. März 2017 erließ Derrick Watson, Richter des Bundesbezirksgerichts in Hawaii, eine einstweilige Verfügung, die umstrittenen Teile des Dekrets landesweit vorläufig auszusetzen. Er erklärte, dass die Klage Hawaiis hohe Aussichten auf Erfolg habe und bei der Umsetzung des Dekrets irreparabler Schaden entstanden wäre. Für einen vernünftigen, objektiven Beobachter zeige die Anweisung die Absicht, „eine bestimmte Religion zu benachteiligen, obwohl sie […] Neutralität vorgibt“. Dabei bezog sich der Richter auch auf frühere Wahlkampfaussagen von Trump und seinen Beratern. 13 weitere Bundesstaaten hatten die Klage als Amici curiae unterstützt.

### Oberster Gerichtshof
Die Regierung Trump rief im Juni 2017 den Supreme Court an. Dieser entschied am 26. Juni 2017, den Fall anzunehmen, und setzte Teile des Einreiseverbots für die Zeit bis zur Verhandlung vorläufig in Kraft. Aus den betroffenen Ländern darf demnach zunächst nur einreisen, wer „echte“ oder glaubhafte Beziehungen zu den Vereinigten Staaten nachweist, was etwa für Familienmitglieder, Studenten oder Mitarbeiter amerikanischer Firmen gelte.
Am 11. September 2017 setzte das Supreme Court die Beschlüsse eines untergeordneten Appellationsgerichtes außer Kraft, nach denen die etwa 24.000 Flüchtlinge, die bereits eine Zusage zur Umsiedlung erhalten hatten, trotz der Executive Order 13780 in die USA kommen könnten. Ihnen fehle nach Einschätzung des Gerichtes die „bona fide“-Verbindung in die USA, die den anderen Ausnahmen zu Grunde liege.
Am 10. Oktober 2017 erfolgte durch das Supreme Court eine Anhörung über die Rechtmäßigkeit der Maßnahme.

## Aufhebung
Am 20. Januar 2021 widerrief Präsident Joe Biden die Executive Order 13780 und die damit verbundenen Proklamationen mit der Presidential Proclamation 10141.